# More Monsters and Sprites
More Monsters and Sprites è il quarto EP e primo album di remix del produttore discografico statunitense Skrillex. È stato pubblicato in esclusiva su Beatport il 7 giugno 2011 dalla Big Beat Records e dalla mau5trap, pur essendo pubblicato da altri rivenditori online il 21 giugno 2011. Si tratta di un follow-up del suo EP precedente, Scary Monsters and Nice Sprites, contenente quattro remix aggiuntivi della traccia titolare fatti da Dirtyphonics, Phonat, The Juggernaut e Kaskade, e tre brani originali. La versione dell'iTunes include anche un video musicale di Rock n' Roll (Will Take You to the Mountain). Musicalmente, More Monsters And Sprites usa gli elementi di spicco della dubstep , ma anche influenze reggae, all'interno della prima traccia.
L'EP ha raggiunto il numero 124 sulla Billboard 200, così come i primi cinque sulla classifica Billboard Heatseekers e Dance/Electronica Album. Ha altresì raggiunto il numero 60 sulle Charts ARIA in Italia. Il suo primo singolo, First of the Year (Equinox), è stato il singolo dell'EP di maggior successo, con un picco nelle classifiche degli Stati Uniti, dell'Australia, del Canada, della Norvegia e della Svezia. Il video musicale della canzone è stato diretto da Tony Truand ed è stato nominato ai 54esimi Grammy Awards per il miglior breve video musicale. Il secondo singolo, Ruffneck (Full Flex), ha raggiunto il numero 89 sulla UK Singles Chart nel Regno Unito. Fu promosso un video musicale a tema natalizio diretto da Tony Truand in anteprima per la canzone il 23 dicembre 2011.
Una versione in vinile di questo album è stato pubblicato il 23 novembre 2012, con una tracklist molto diversa, rinunciando alla maggior parte dei brani remixati per i 3 brani unici dell'album, seguiti dal singolo del 2010 Weekends!!! e un remix di Zedd.

## Tracce
1. First of the Year (Equinox) - 4:22
2. Ruffneck (Flex) - 4:43
3. Ruffneck (Full Flex) - 3:46
4. Scary Monsters and Nice Sprites (Dirtyphonics Remix) - 4:51
5. Scary Monsters and Nice Sprites (Phonat Remix) - 3:40
6. Scary Monsters and Nice Sprites (The Juggernaut Remix) - 3:54
7. Scary Monsters and Nice Sprites (Kaskade Remix) - 8:04

Traccia bonus nell'edizione di iTunes
1. Rock n' Roll (Will Take You to the Mountain) (Video musicale) - 4:35

### LP
1. First of the Year (Equinox) - 4:22
2. Ruffneck (Flex) - 4:43
3. Ruffneck (Full Flex) - 3:46
4. Weekends!!! (feat. Sirah) - 4:51
5. Weekends!!! (Zedd Remix) - 3:40

### Edizione Speciale Mortal Kombat
1. Reptile (Reptile's Theme) - 3:57
2. Cinema (Skrillex Remix) (di Benny Benassi e Gary Go) - 5:04

## Pubblicazione
| Paese       | Data             | Formato           | Etichetta          | Catalogo     |
| ----------- | ---------------- | ----------------- | ------------------ | ------------ |
| Stati Uniti | 7 giugno 2011    | Download Digitale | Big Beat, Atlantic | 075679968098 |
| Australia   | 7 giugno 2011    | Download Digitale | Neon               | NEON00055    |
| Stati Uniti | 27 giugno 2011   | Download Digitale | Big Beat, Atlantic |              |
| Stati Uniti | 23 novembre 2011 | EP Vinile 12"     | Big Beat           | 075678762086 |

## Classifiche
| Classifica (2011)                       | Posizione massima |
| --------------------------------------- | ----------------- |
| Australia (ARIA Charts)                 | 60                |
| U.S. Billboard 200                      | 124               |
| U.S. Billboard Dance/Electronica Albums | 5                 |